# Bangasternus
 Bangastérnus — рід жуків родини Довгоносики (Curculionidae).

## Зовнішній вигляд
До цього роду відносяться дрібні жуки, довжина їхнього тіла становить 3.5-6 мм. Основні ознаки:
- голова ширша за свою довжину;
- головотрубка трохи звужена до вершини, має зверху нешироку поздовжню борозенку, перетяжку перед вершиною і трикутний майданчик, боки ж передньоспинки облямовані валиками або кілями;
- Вусики прикріплені ближче до основи головотрубки, їх борозенки звичайно торкаються нижнього краю очей;
- передньоспинка біля основи ширша від своєї довжини, боки її звужені допереду, із «шийкою» біля переднього краю і лопатями за очима;
- передньогруди перед передніми тазиками з високо облямованою з боків борозенкою;
- основа надкрил трохи ширша за основу передньоспинки, надкрила густо вкриті простими або розщепленими, волосоподібними лусочками, що трохи стирчать і часто-густо утворюють плями; такі самі лусочки вкривають також низ тіла та ноги.

## Спосіб життя
Подібний до способу життя видів роду Larinus. Рослинами-господарями слугують різні види айстрових, здебільшого, сафлор та волошка. Імаго живиться зеленими частинами рослин, яйця відкладаються на їх поверхню, личинки проникають у суцвіття-кошик. Там вони живляться незрілим насінням і заляльковуються. Жуки нового покоління зимують в лялькових камерах або поза рослиною.

## Географічне поширення
Ареал роду обмежений західною частиною Півдня Палеарктики (див. нижче).

## Класифікація
Описано сім видів цього роду:
- Bangasternus fausti Reitter, 1890 — Закавказзя, Туреччина, Іран
- Bangasternus orientalis Capiomont, 1873 — Південна Європа, Закавказзя, Близький Схід, Туреччина, Середня Азія, Афганістан, Іран, Казахстан, Північна Африка, Близький Схід, інтродукований у Північну Америку
- Bangasternus planifrons Brulle, 1832 — Південна Європа, Закавказзя, Близький Схід, Туреччина, Середня Азія, Афганістан, Іран
- Bangasternus provincialis Fairmaire, 1863 — Франція, Італія
- Bangasternus remaudierei Hoffmann, 1956 — Ірак, Іран
- Bangasternus siculus Capiomont, 1873 — Італія, Іспанія, Північна Африка
- Bangasternus villosus Capiomont, 1873 — Іспанія, Північна Африка

## Практичне значення
Bangasternus fausti та Bangasternus orientalis інтродуковані до Північної Америки для пригнічення популяцій бур'янів: перший проти Centaurea diffusa Lam., другий — проти Centaurea solstitialis L.